# VARAgram
VARAgram was een Nederlands platenlabel voor popmuziek dat gelieerd was aan de publieke radio- en televisieomroep VARA.

## Geschiedenis
Het platenlabel werd sinds de jaren zestig met name gebruikt voor het uitgeven van grammofoonplaten, en later ook cassettebandjes en compact discs, die met programma's en medewerkers van de VARA te maken hadden. Zo heeft de VARA een flink aantal voorstellingen van Nederlandse cabaretiers eerst uitgezonden op televisie of radio, en vervolgens via VARAgram uitgebracht. Cabaret-artiesten die op die manier bij VARAgram een uitgave hebben, zijn onder meer Wim Sonneveld, Wim Kan, De Vliegende Panters, Paul de Leeuw, Herman Finkers en Willem Wilmink. Ook het jaarlijkse album van het kinderkoor Kinderen voor Kinderen werd sinds 1980 uitgebracht op dit label. 
Daarnaast gaf het label muziekalbums uit van verschillende VARA-programma's, van Pipo de Clown tot De Steen en Been Show. Via opnames voor het programma 2 Meter Sessies en tijdens het Pinkpopfestival hebben ook een aantal internationale artiesten, waaronder Pearl Jam, Radiohead en Living Colour, singles uitgebracht op het label.
In 2002 hield VARAgram op te bestaan als separaat platenlabel. Sinds die datum werden muziekuitgaven van de omroep onder de naam VARA uitgebracht, en na de fusie met BNN in 2014, onder de naam BNNVARA.
- MusicBrainz: b55c8776-b9d2-43d7-b752-d501a5379930